# (4526) Konko
(4526) Konko es un asteroide perteneciente al cinturón de asteroides, descubierto el 22 de mayo de 1982 por Hiroki Kosai y su compañero astrónomo Kiichirō Furukawa desde el Observatorio Kiso, Monte Ontake, Japón.

## Designación y nombre
Designado provisionalmente como 1982 KN1. Fue nombrado Konko en homenaje a la ciudad japonesa de Konkō donde Hiroki Kosai pasó su juventud. En el año 2006, esta ciudad, Kamogata y Joriŝima se fusionaron para formar la ciudad Asakuĉi.

## Características orbitales
Konko está situado a una distancia media del Sol de 2,630 ua, pudiendo alejarse hasta 2,934 ua y acercarse hasta 2,326 ua. Su excentricidad es 0,115 y la inclinación orbital 14,15 grados. Emplea 1558 días en completar una órbita alrededor del Sol.

## Características físicas
La magnitud absoluta de Konko es 12,4. Tiene 10,249 km de diámetro y su albedo se estima en 0,202.